# Vela als Jocs Olímpics d'Estiu de 1928 - 8 metres

8 metres

Els 8 metres va ser una de les tres proves de vela que es van disputar al camp de regates de Zuiderzee durant els Jocs Olímpics d'Estiu d'Amsterdam de 1928. Hi van prendre part 44 navegants en representació de 8 països diferents. Es disputà entre el 2 i el 9 d'agost de 1928.

## Medallistes
| Or | Plata | Bronze |
| França · l'Aile VIDonatien Bouché · Carl de la Sablière · André Derrien · Virginie Hériot · André Lesauvage · Jean Lesieur | Països Baixos · HollandiaGerard de Vries Lentsch · Maarten de Wit · Lambertus Doedes · Hendrik Kersken · Johannes van Hoolwerff · Cornelis van Staveren | Suècia · SylviaClarence Hammar · Tore Holm · Carl Sandblom · John Sandblom · Philip Sandblom · Wilhelm Törsleff |

## Taula de regates
| ● | Eliminatòries | ● | Finals |

| 8 metres            | ● | ● | ● | ● | Dia de descans | ● | ● | ● |
| Total medalles d'or |   |   |   |   |                |   |   | 1 |

## Participants
| País          | Embarcació  | Tripulació |
| ------------- | ----------- | --- |
| Argentina     | Cupidon III | Carlos Serantes, Horacio Seeber, Miguel Bosch, Pedro Dates, Rafael Iglesias,                                                  |
| França        | L'Aile VI   | Virginie Hériot, André Derrien, André Lesauvage, Carl de la Sablière, Donatien Bouché, Jean Lesieur                           |
| Regne Unit    | Feo         | Margaret Roney, Ernest Roney, Esmond Roney, Philip Falle, Thomas Riggs, Thomas Skinner                                        |
| Itàlia        | Bamba       | Carlo Alberto D'Albertis, Edoardo Moscatelli, Francesco Giovanelli, Guido Giovanelli, Marcantonio De Beaumont, Mario Bruzzone |
| Noruega       | Noreg       | Bernhard Lund, Jens Salvesen, Magnus Konow, Wilhelm Wilhelmsen                                                                |
| Països Baixos | Hollandia   | Cornelis van Staveren, Gerard de Vries Lentsch, Hendrik Kersken, Johannes van Hoolwerff, Lambertus Doedes, Maarten de Wit     |
| Estats Units  | Babe        | Ben Weston, Frank Hekma, Manfred Curry, Nicholas Hekma, Owen Churchill,                                                       |
| Suècia        | Sylvia      | Carl Sandblom, Clarence Hammar, John Sandblom, Philip Sandblom, Tore Holm, Wilhelm Törsleff                                   |

En la primera fase de la competició les 8 tripulacions disputen quatre regates. A la segona fase hi podien participar les tripulacions que es van classificar com a mínim tercers en una de les quatre regates disputades. Aquests equips van competir en tres regates més. La classificació final era donada pel major nombre de primers llocs en les set regates disputades. En cas d'empat es tenien en compte les segones posicions, les terceres...

## Resultats

### Primera fase
| Regata 1 | Regata 1      | Regata 1 | Regata 2 | Regata 2      | Regata 2 | Regata 3 | Regata 3      | Regata 3 | Regata 4 | Regata 4      | Regata 4 |
| Pos.     | Nació         | Temps    | Pos.     | Nació         | Temps    | Pos.     | Nació         | Temps    | Pos.     | Nació         | Temps    |
| -------- | ------------- | -------- | -------- | ------------- | -------- | -------- | ------------- | -------- | -------- | ------------- | -------- |
| 1        | Països Baixos | 3-53:45  | 1        | França        | 2-33:26  | 1        | Països Baixos | 2-57:14  | 1        | Suècia        | 3-01:23  |
| 2        | Noruega       | 3-56:36  | 2        | Itàlia        | 2-34:02  | 2        | Suècia        | 2-57:28  | 2        | França        | 3-02:11  |
| 3        | Suècia        | 4-01:41  | 3        | Països Baixos | 2-34:32  | 3        | Estats Units  | 3-08:17  | 3        | Països Baixos | 3-02:45  |
| 4        | Regne Unit    | 4-04:12  | 4        | Suècia        | 2-37:05  | 4        | Argentina     | 3-12:59  | 6        | Noruega       | DNF      |
| 5        | Argentina     | 4-04:42  | 5        | Regne Unit    | 2-41:02  | 6        | Itàlia        | DNF      | 6        | Estats Units  | DNF      |
| 6        | Estats Units  | 4-10:26  | 6        | Estats Units  | 2-42:54  | 6        | Noruega       | DNF      | 6        | Itàlia        | DQ       |
| 7        | França        | 4-12:16  | 8        | Argentina     | DNF      | 8        | Regne Unit    | DNS      | 8        | Regne Unit    | DNS      |
| 8        | Itàlia        |          | 8        | Noruega       | DQ       | 8        | França        | DNS      | 8        | Argentina     | DNS      |

### Segona fase
| Regata 5 | Regata 5      | Regata 5 | Regata 6 | Regata 6      | Regata 6 | Regata 7 | Regata 7      | Regata 7 |
| Pos.     | Nació         | Temps    | Pos.     | Nació         | Temps    | Pos.     | Nació         | Temps    |
| -------- | ------------- | -------- | -------- | ------------- | -------- | -------- | ------------- | -------- |
| 1        | Suècia        | 2-59:31  | 1        | França        | 3-09:52  | 1        | França        | 2-44:59  |
| 2        | Països Baixos | 3-00:50  | 2        | Països Baixos | 3-10:27  | 2        | Suècia        | 2-45:45  |
| 3        | Noruega       | 3-03:36  | 3        | Itàlia        | 3-10:28  | 3        | Països Baixos | 2-46:40  |
| 4        | França        | 3-03:37  | 4        | Suècia        | 3-11:47  | 5        | Itàlia        | DNS      |
| 5        | Itàlia        | 3-05:45  | 5        | Noruega       | 3-12:39  | 5        | Noruega       | DNS      |

### Classificació final
| Pos. | País          | Embarcació  | Posició a les regates | Posició a les regates | Posició a les regates | Posició a les regates | Posició a les regates | Posició a les regates | Posició a les regates | Total posicions de mèrit                |
| Pos. | País          | Embarcació  | 1R                    | 2R                    | 3R                    | 4R                    | 5R                    | 6R                    | 7R                    | Total posicions de mèrit                |
| ---- | ------------- | ----------- | --------------------- | --------------------- | --------------------- | --------------------- | --------------------- | --------------------- | --------------------- | --------------------------------------- |
| 1    | França        | L'Aile VI   | 7                     | 1                     | 8                     | 2                     | 4                     | 1                     | 1                     | 3 primers                               |
| 2    | Països Baixos | Hollandia   | 1                     | 3                     | 1                     | 3                     | 2                     | 2                     | 3                     | 2 primers, 2 segons, 3 tercers          |
| 3    | Suècia        | Sylvia      | 3                     | 4                     | 2                     | 1                     | 1                     | 4                     | 2                     | 2 primers, 2 segons, 1 tercer           |
| 4    | Itàlia        | Bamba       | 8                     | 2                     | 6                     | 6                     | 5                     | 3                     | 5                     | 1 segon, 1 tercer, 2 cinquens, 2 sisens |
| 4    | Noruega       | Noreg       | 2                     | 8                     | 6                     | 6                     | 3                     | 5                     | 5                     | 1 segon, 1 tercer, 2 cinquens, 2 sisens |
| 6    | Estats Units  | Babe        | 6                     | 6                     | 3                     | 6                     | -                     | -                     | -                     | 1 tercer                                |
| 7    | Regne Unit    | Feo         | 4                     | 5                     | 8                     | 8                     | -                     | -                     | -                     | 1 quart, 1 cinquè                       |
| 7    | Argentina     | Cupidon III | 5                     | 8                     | 4                     | 8                     | -                     | -                     | -                     | 1 quart, 1 cinquè                       |